# Xapuri
Xapuri is een gemeente in de noordwestelijke Braziliaanse staat Acre. Het inwonersaantal van Xapuri bedraagt 13.893 (2006) en de oppervlakte is 5.251 km².
Bekende inwoners van Xapuri waren Chico Mendes en Wilson Pinheiro, beiden vermoord in hun strijd voor het behoud van het Amazoneregenwoud.

## Aangrenzende gemeenten
Ten noorden van Xapuri ligt de stad Rio Branco, ten zuiden ligt Epitaciolândia, ten oosten ligt Capixaba, ten westen ligt Sena Madureira en ten zuidwesten ligt Brasiléia.

### Landsgrens
En met als landsgrens aan de gemeente Bella Flor in de provincie Nicolás Suárez en aan de gemeente Santa Rosa del Abuná in de provincie Abuná in het departement Pando met het buurland Bolivia.

## Geboren
- Chico Mendes (1944-1988), vakbondsleider en activist